# Орден Хашимитов
Орден Хашимитов (араб. Wisam al-Hashimi), высшая государственная награда королевства Ирак, зарезервированная за правителями, главами государств и членами королевской семьи.

## История
Орден был учреждён в 1932 году королём Ирака Фейсалом I и назван так в честь королевской династии Хашимитов.
В 1958 году орден был упразднён.

## Степени
Первоначально орден имел только одну степень — знак на орденской цепи, позже, уже королём Фейсалом II, была добавлена ещё одна степень, состоявшая из знака на чрезплечной ленте и нагрудной звезды.

## Описание
Орденская цепь представляет из себя чередующиеся золотые звенья в виде орнаментальных арабесок и шестиконечных звезды с копьевидными концами покрытыми эмалью синего цвета и двойными лучами белой эмали в основании, с центральным медальоном красной эмали с королевской золотой короной в центре.
Знак ордена представляет золотую шестиконечную звезду с копьевидными концами синей эмали покрытые золотым орнаментом, с двойными лучами белой эмали в основании. Между лучами звезды изображены цветущие соцветия белой эмали в золоте. В центре звезды круглый медальон красной эмали с изображением золотой королевской короны.
Звезда ордена аналогична знаку.
 Лента ордена зелёного цвета.